# Landfill Harmonic
Landfill Harmonic (que se traduce como "La armonía del vertedero") es una película documental, de producción estadounidense, que narra la historia de la Orquesta de Instrumentos Reciclados de Cateura, según la versión de su director, el educador ambiental de origen argentino Favio Chávez. La orquesta se hizo famosa mundialmente desde la publicación del teaser, en noviembre de 2012. Se estrenó el 18 de marzo de 2015, en el festival South by Southwest, en Austin, Texas, Estados Unidos.

## Argumento
Un grupo musical paraguayo que toca instrumentos hechos enteramente de materiales reciclados del vertedero Cateura de Asunción. Cuando su historia se hizo viral, la orquesta se catapultó a la fama mundial. Bajo la dirección de Favio Chávez, desde el año 2012, la orquesta debe navegar un extraño nuevo mundo de auditorios y conciertos con entradas agotadas. La película presenta a algunos de los integrantes originales de la escuela de música "Sonidos de Cateura", creada en 2006 por los programas institucionales de Procicla y Sonidos de la Tierra.

## Producción
La productora ejecutiva Alejandra Amarilla se puso en contacto con la colombiana Juliana Penaranda-Loftus a fines de 2008, con la idea de hacer un documental sobre los niños desatendidos en Paraguay, su país de origen. Ambas viajaron a Paraguay en abril de 2009. En aquel momento, Amarilla estaba casada con la estrella de la NBA, Steve Nash, quien también fue a Asunción y realizó una exhibición.
En una entrevista para la revista Arizona Foothills, del 7 de enero de 2011, Alejandra Amarilla explicó: "Comencé a investigar hace dos años una historia convincente para contar sobre mi país natal, Paraguay. En mi investigación se me ocurrió una organización sin fines de lucro llamada ‘Sonidos de la Tierra’ que hace un trabajo maravilloso usando la música como una herramienta para la transformación social. Trabajan con niños mal atendidos en diferentes partes del país. Es una historia sobre la transformación y el empoderamiento de las vidas de los niños y sus comunidades. La historia tiene lugar en Paraguay, donde el fundador (y renombrado director de orquesta) inspirado en el trabajo de un recolector de basura, decide formar una orquesta de instrumentos hechos de basura. La historia de cómo comenzó esta creación y los niños que forman parte de ella es fascinante”.
Juliana Penaranda-Loftus explicó al sitio Matador, en diciembre de 2012: "En el verano de 2010, Alejandra y yo volvimos con el director de fotografía y amigo Tim Fabrizio. Llegamos para hacer un rodaje inicial para producir un tráiler. Durante ese viaje, conocimos al primer grupo de niños que formaban parte de la Orquesta reciclada, esos niños ahora tocan con Orquestas profesionales. Hemos seguido esta historia desde entonces. Volvimos en 2011 y nos hemos ido dos veces en 2012. Ahora hay un nuevo grupo de niños que se han unido a la orquesta. Hemos sido testigos del compromiso que tiene Favio Chávez (director de orquesta) con estos niños de Cateura, sus familias y su comunidad. Hay todo un proceso social que ocurre detrás de la ejecución de la orquesta. Hemos desarrollado lazos muy fuertes con ellos durante estos años y esta es una historia que va mucho más allá de la pantalla".
Las grabaciones iniciales de julio de 2010 se convirtieron en un corto promocional de 11 minutos, en el cual Favio Chávez le atribuye a Luis Szarán la idea para crear un conjunto de instrumentos reciclados. De acuerdo al borrador original, el proyecto comenzó llamándose “Melodías del vertedero”. El editor inicial Jaime Arze también publicó una versión de 3 minutos del material. En octubre de 2012, las productoras utilizaron una versión abreviada del corto documental para participar de una competencia, "Sundance Focus Forward Filmmaker", cuyo premio mayor era de 100 mil dólares.
En marzo de 2013, la producción recibió una subvención de 80 mil dólares de la Fundación McArthur.

## Denuncia
En mayo de 2016, miembros originales del proyecto comunitario denunciaron a Favio Chávez ante el Ministerio Público, por dudas sobre la transparencia de su administración unipersonal de las donaciones, que realiza a través de su cuenta bancaria particular, sin fiscalización de los afectados. La denuncia, a cargo de la agente fiscal Stella Mary Cano, cuenta con 200 fojas de pruebas, y tiene el respaldo de tres senadores nacionales, que son Hugo Richer, Esperanza Martínez y Arnaldo Giuzzio. Como antecedente, el 11 de agosto de 2016, el senador Giuzzio denunció la supuesta prohibición y amenaza de Chávez contra los integrantes de la Orquesta, para acudir a recibir una distinción del Congreso Nacional; Chávez alegó que no recibió la invitación, pero se refirió a Agüero como “planillero”, sin mencionar su nombre.
Los denunciantes son el trompetista Christian Agüero, quien también integró el equipo administrativo de Chávez desde 2012; y que formó parte de la escuela de música “Sonidos de Cateura” desde 2007; su madre Dionisia Espínola, secretaria de “Armonía de Cateura”; y la tesorera Patricia Aranda, cuya hija es una de las cuatro violinistas que aparece en el documental “Landfill Harmonic”; y es una de las principales encargadas de la construcción inicial de la escuela de música de Cateura. La denuncia trascendió en febrero de 2017, cuando la orquesta se encontraba en Italia, para participar del Festival de San Remo; luego que Chávez estableciera una querella contra  Agüero para devolver el instrumento reciclado que utilizaba en la orquesta.

## Premios
- Premio de la audiencia, sección "24 Beats Per Second", SXSW Film Festival 2015 (EE. UU.)